# چینی‌پستانک‌دندان

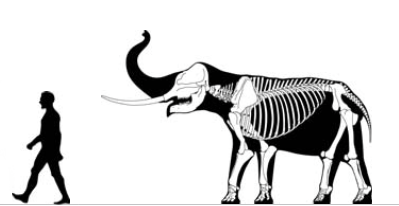
چینی‌پستانک‌دندان

چینی‌پستانک‌دندان (نام علمی: Sinomastodon) نام یک سرده از تیره گوه‌دد است.